# Ambrières (Marne)
Pour les articles homonymes, voir Ambrières.
Ambrières (prononcé [ɑ̃bʁijɛʁ]) est une commune française, située dans le département de la Marne en région Grand Est.

## Géographie

### Localisation
Ambrières est une commune rurale de la Champagne humide située à environ dix kilomètres à l'ouest de Saint-Dizier.
Le village se trouve en limite nord du bocage du Der dans la vallée de la Marne qu'il domine de 30 m environ.
| Sapignicourt |           | Hallignicourt (Haute-Marne)                    |
| Hauteville   | Ambrières | Laneuville-au-Pont (Haute-Marne)               |
| Landricourt  |           | Éclaron-Braucourt-Sainte-Livière (Haute-Marne) |

### Lieux-dits et écarts
- Queux, Merluet, abbaye de Hautefontaine (vestiges).

### Hydrographie
La commune est dans la région hydrographique « la Seine de sa source au confluent de l'Oise (exclu) » au sein du bassin Seine-Normandie. Elle est drainée par la Marne, le Fossé du Moulin, le ru de Broc et le ruisseau de l'Étang,.
La Marne  prend sa source sur le plateau de Langres, dans la commune de Saints-Geosmes (Haute-Marne) et se jette dans la Seine entre Charenton-le-Pont et Alfortville (Val-de-Marne) dans le quartier de Conflans-l'Archevêque.

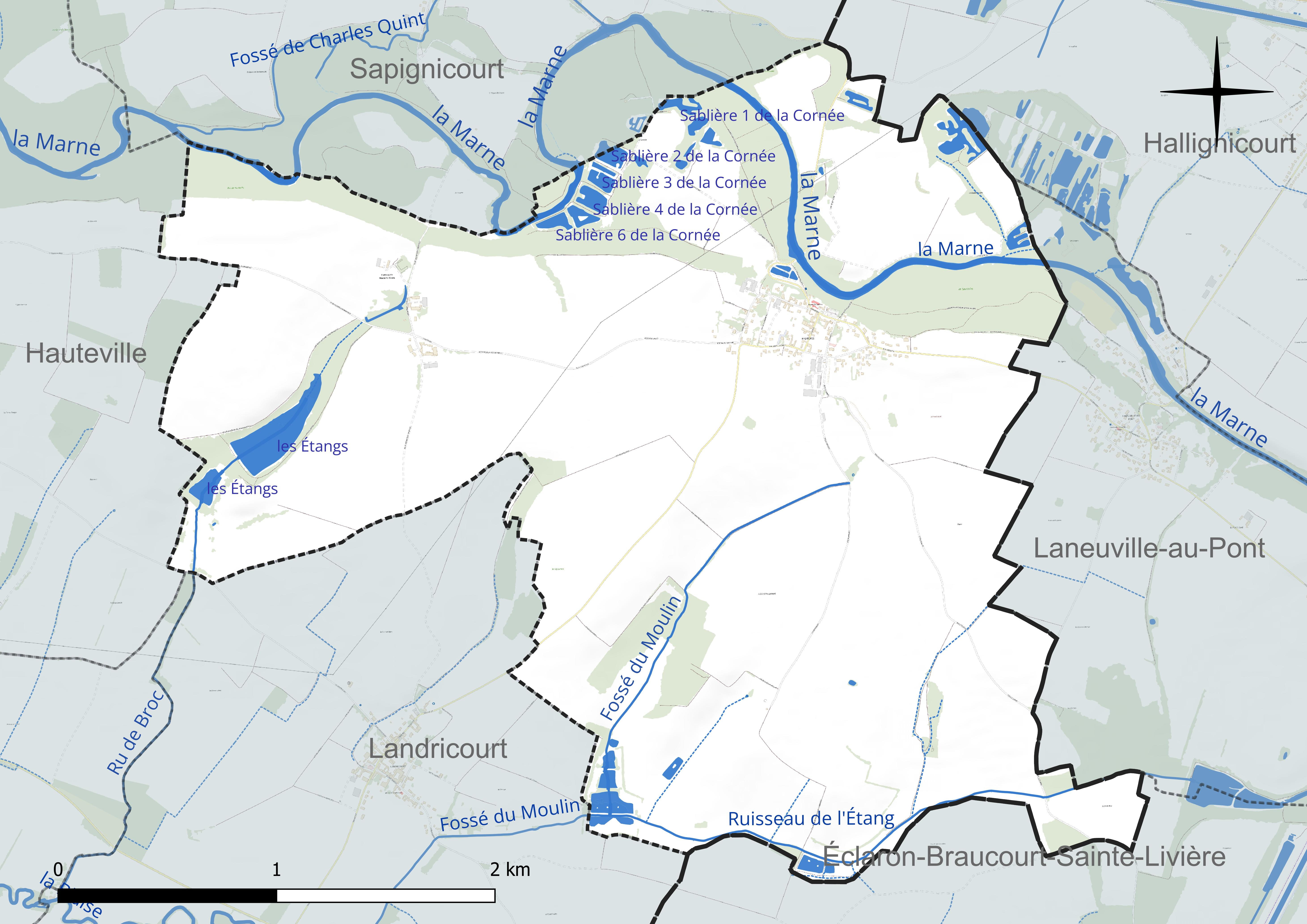
Réseau hydrographique d'Ambrières.

Neuf plans d'eau complètent le réseau hydrographique : la sablière 1 de la Cornée, d'une superficie totale de 1,2 ha (1,2 ha sur la commune), la sablière 2 de la Cornée, d'une superficie totale de 1,1 ha (0,8 ha sur la commune), la sablière 3 de la Cornée (1 ha), la sablière 4 de la Cornée (1 ha), la sablière 5 de la Cornée (0,7 ha), la sablière 6 de la Cornée (0,7 ha), les étangs (6,4 ha), les Petits Rougemonts (2,6 ha) et l'étang des Buttes (1,5 ha),.

### Climat
Pour des articles plus généraux, voir Climat du Grand Est et Climat de la Marne.
En 2010, le climat de la commune est de type climat des marges montargnardes, selon une étude du Centre national de la recherche scientifique s'appuyant sur une série de données couvrant la période 1971-2000. En 2020, Météo-France publie une typologie des climats de la France métropolitaine dans laquelle la commune est exposée à un climat océanique altéré et est dans la région climatique Lorraine, plateau de Langres, Morvan, caractérisée par un hiver rude (1,5 °C), des vents modérés et des brouillards fréquents en automne et hiver.
Pour la période 1971-2000, la température annuelle moyenne est de 10,5 °C, avec une amplitude thermique annuelle de 16 °C. Le cumul annuel moyen de précipitations est de 885 mm, avec 12,9 jours de précipitations en janvier et 8,9 jours en juillet. Pour la période 1991-2020, la température moyenne annuelle observée sur la station météorologique de Météo-France la plus proche, « Saint-Dizier », sur la commune de Saint-Dizier à 8 km à vol d'oiseau, est de 11,6 °C et le cumul annuel moyen de précipitations est de 794,5 mm. 
La température maximale relevée sur cette station est de 41,4 °C, atteinte le 25 juillet 2019 ; la température minimale est de −22,5 °C, atteinte le 14 février 1956,,.
Les paramètres climatiques de la commune ont été estimés pour le milieu du siècle (2041-2070) selon différents scénarios d'émission de gaz à effet de serre à partir des nouvelles projections climatiques de référence DRIAS-2020. Ils sont consultables sur un site dédié publié par Météo-France en novembre 2022.

## Urbanisme

### Typologie
Au 1er janvier 2024, Ambrières est catégorisée commune rurale à habitat dispersé, selon la nouvelle grille communale de densité à sept niveaux définie par l'Insee en 2022.
Elle est située hors unité urbaine. Par ailleurs la commune fait partie de l'aire d'attraction de Saint-Dizier, dont elle est une commune de la couronne,. Cette aire, qui regroupe 72 communes, est catégorisée dans les aires de 50 000 à moins de 200 000 habitants,.

### Occupation des sols
L'occupation des sols de la commune, telle qu'elle ressort de la base de données européenne d’occupation biophysique des sols Corine Land Cover (CLC), est marquée par l'importance des territoires agricoles (81,9 % en 2018), en augmentation par rapport à 1990 (80,2 %). La répartition détaillée en 2018 est la suivante : terres arables (73,8 %), forêts (14,7 %), zones agricoles hétérogènes (8,1 %), zones urbanisées (3 %), milieux à végétation arbustive et/ou herbacée (0,4 %). L'évolution de l’occupation des sols de la commune et de ses infrastructures peut être observée sur les différentes représentations cartographiques du territoire : la carte de Cassini (XVIIIe siècle), la carte d'état-major (1820-1866) et les cartes ou photos aériennes de l'IGN pour la période actuelle (1950 à aujourd'hui).

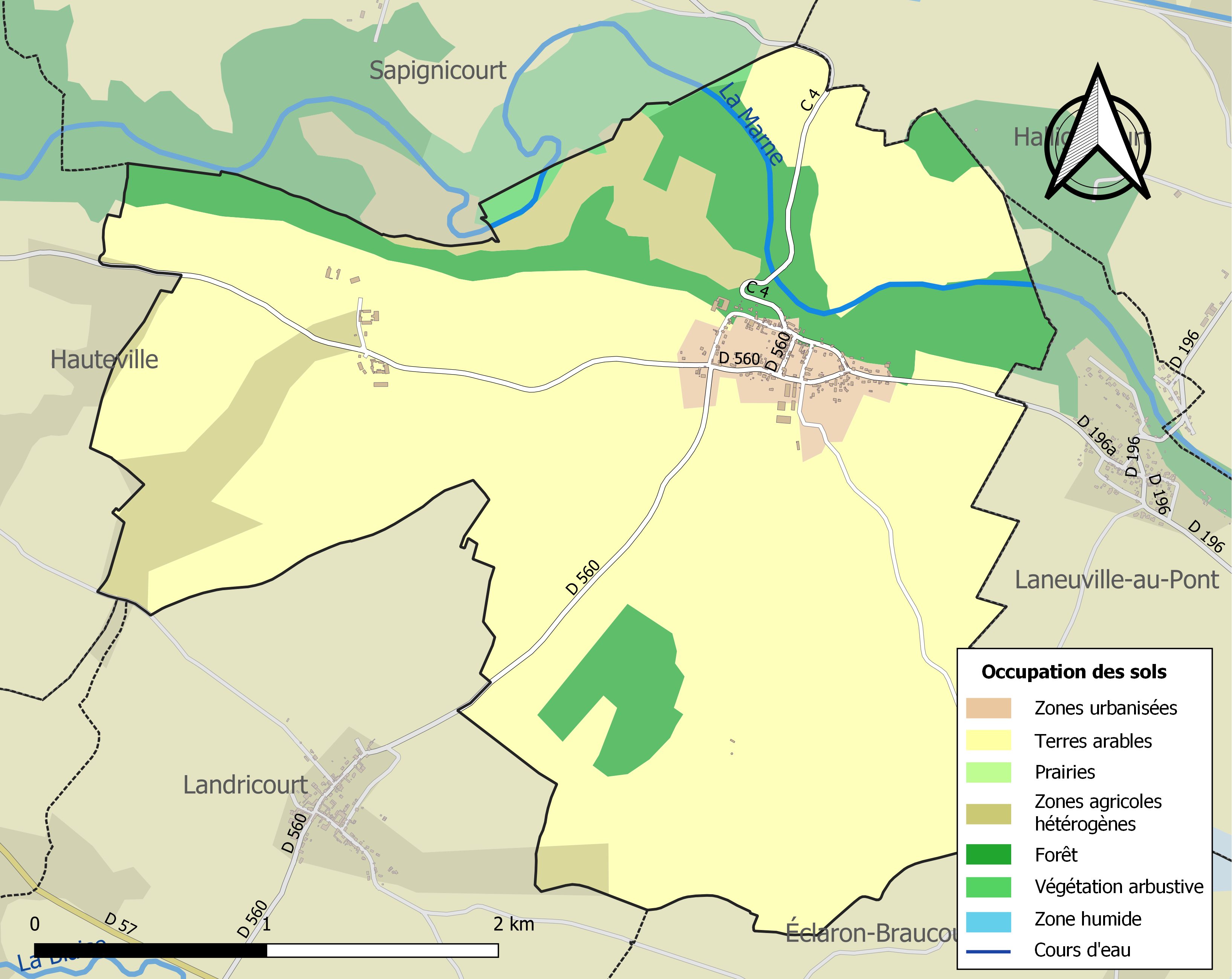
Carte des infrastructures et de l'occupation des sols de la commune en 2018 (CLC).

## Politique et administration

### Intercommunalité
La commune, antérieurement membre de la communauté de communes du Bocage champenois, l'a quittée le 1er janvier 2013 pour rejoindre la communauté de communes de Saint-Dizier, Der et Blaise, transformée le 1er janvier 2014 en communauté d'agglomération.

### Liste des maires
| Période                                  | Période                      | Identité    | Étiquette | Qualité                         |
| ---------------------------------------- | ---------------------------- | ----------- | --------- | ------------------------------- |
| Les données manquantes sont à compléter. |                              |             |           |                                 |
| maire en 1835                            | ?                            | M. Williame |           | Conseiller général              |
| mars 2001                                | En cours (au 4 juillet 2014) | Denis Droin | DVD       | Réélu pour le mandat 2014-2020, |

## Équipements et services publics

### Postes et télécommunications
Deux boîtes aux lettres de La Poste se trouvent sur le territoire de la commune, Grande rue et rue de Laneuville. Le bureau de poste le plus proche est l'agence postale communale de Perthes en Haute-Marne, à environ 2 km d'Ambrières. La commune partage toutefois son code postal avec le bureau de poste de Saint-Remy-en-Bouzemont (51290).

### Justice, sécurité et secours
Du point de vue judiciaire, Ambrières relève du conseil de prud'hommes, du tribunal de commerce, du tribunal judiciaire, du tribunal paritaire des baux ruraux et du tribunal pour enfants de Châlons-en-Champagne, dans le ressort de la cour d'appel de Reims. Pour le contentieux administratif, la commune dépend du tribunal administratif de Châlons-en-Champagne et de la cour administrative d'appel de Nancy.
Ambrières est située en secteur Gendarmerie nationale et dépend de la brigade de Saint-Remy-en-Bouzemont-Saint-Genest-et-Isson.
En matière d'incendie et de secours, la caserne la plus proche est celle de Saint-Remy-en-Bouzemont, rattachée au Service départemental d'incendie et de secours (SDIS) de la Marne. 

## Population et société

### Démographie
L'évolution du nombre d'habitants est connue à travers les recensements de la population effectués dans la commune depuis 1793. Pour les communes de moins de 10 000 habitants, une enquête de recensement portant sur toute la population est réalisée tous les cinq ans, les populations de référence des années intermédiaires étant quant à elles estimées par interpolation ou extrapolation. Pour la commune, le premier recensement exhaustif entrant dans le cadre du nouveau dispositif a été réalisé en 2005.

En 2022, la commune comptait 212 habitants, en évolution de −6,61 % par rapport à 2016 (Marne : −1,19 %, France hors Mayotte : +2,11 %).
| 1793 | 1800 | 1806 | 1821 | 1831 | 1836 | 1841 | 1846 | 1851 |
| ---- | ---- | ---- | ---- | ---- | ---- | ---- | ---- | ---- |
| 357  | 374  | 418  | 414  | 462  | 432  | 406  | 417  | 410  |

| 1856 | 1861 | 1866 | 1872 | 1876 | 1881 | 1886 | 1891 | 1896 |
| ---- | ---- | ---- | ---- | ---- | ---- | ---- | ---- | ---- |
| 358  | 301  | 340  | 353  | 337  | 306  | 272  | 260  | 242  |

| 1901 | 1906 | 1911 | 1921 | 1926 | 1931 | 1936 | 1946 | 1954 |
| ---- | ---- | ---- | ---- | ---- | ---- | ---- | ---- | ---- |
| 228  | 226  | 200  | 166  | 180  | 173  | 177  | 272  | 163  |

| 1962 | 1968 | 1975 | 1982 | 1990 | 1999 | 2005 | 2006 | 2010 |
| ---- | ---- | ---- | ---- | ---- | ---- | ---- | ---- | ---- |
| 140  | 123  | 124  | 169  | 227  | 224  | 238  | 236  | 220  |

| 2015 | 2020 | 2022 | - | - | - | - | - | - |
| ---- | ---- | ---- | - | - | - | - | - | - |
| 225  | 214  | 212  | - | - | - | - | - | - |

## Culture locale et patrimoine

### Lieux et monuments

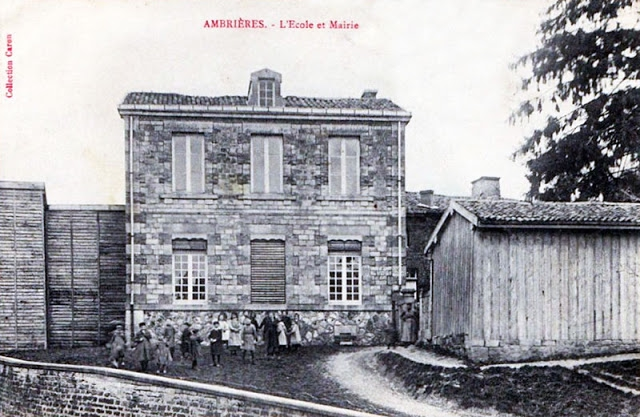
Carte postale de la mairie vers 1920.

#### Église duXIIIesiècle, poutre de gloire du début duXVIesiècle
Elle fut une première fois détruite par un incendie en 1142. Le clocher et les collatéraux ont disparu au cours des siècles. La nef, plafonnée de bois, montre les chapiteaux romans de l’église primitive. L’abside à pans coupés est voûtée ; les arceaux se réunissent en une clef décorée d’un motif sculpté. L'église, bien que dépourvue de clocher, possède deux cloches datant de 1504.
Jean Le Vœu, nommé à la cure d'Ambrières le 15 juin 1752 a fait faire l'armoire de la sacristie, le siège des choristes, le lambris sous le tabernacle, le coffre sous l'autel, les six grands chandeliers et la croix de dessous l'autel, la grande croix processionale, une grosse encensoire tout de cuivre. Il a fait vernir les lambris du sanctuaire, séparer le grand autel du grand tabernacle en 1758, a fait blanchir la nef.
Hors de l'église, du côté du midi après la tour de la montée pour les cloches, maître Charles Formont a fait poser en pierre un cadran solaire sous lequel est gravé N.D.AMB.MC.FORT 1599 : ce qui veut dire Notre Dame d'Ambrières, maître Charles Formont. Ce cadran est toujours visible à ce jour.
A la Révolution, l'enlèvement de la statue et des armoiries de Hiérome (Jérome) d'Ambrières sauvèrent sans doute l'édifice de la destruction. L'inscription signalant que ce guerrier avait servi quatre rois de France en la maison de Lorraine et qu'il était décédé en 1616 à 82 ans disparut aussi. Il ne subsiste aujourd'hui qu'un cadre de pierre visible à l'intérieur sur le mur nord.
Au début du XXe siècle, l’effondrement de la falaise entraîna toute la partie nord du cimetière et menaça l’édifice.
L’église a retenu l’attention des architectes et experts des monuments historiques qui l’ont classée monument historique en 1918.
Ce fut le premier monument historique déplacé pierre par pierre. L’église fut démontée, les pierres repérées, transportées par un petit chemin de fer dans le village et reposées à l’identique à 300 m du point primitif. Cette opération a débuté par le repérage de juin à septembre 1926, le 21 mai 1928 Mgr Joseph Tissier, évêque de Châlons-sur-Marne,  posa la première pierre et elle fut consacrée le 20 novembre 1934 par le même Mgr Tissier.

#### Abbaye de Haute-Fontaine(vestiges) fondée auXIIesiècle
L’abbaye de l'ordre réformé de Citeaux aurait vu le jour à l’époque où Bernard de Clairvaux peupla la Champagne de religieux vers le XIIe siècle. Les auteurs de la Gallia Christiana fixent sa fondation au huitième jour des ides de juillet 1136 par des moines venus de Trois-Fontaines avec à leur tête Raoul, le premier abbé, choisi par Bernard de Clairvaux. Située à quelques kilomètres de l'abbaye-mère, Haute-Fontaine s'établit sur un terrain donné par Isambard de Vitry. Elle est donc fille de Trois Fontaines au nord de Saint-Dizier.
Paroisse indépendante sous l'ancien régime, le hameau de Hautefontaine est rattaché à la commune d'Ambrières depuis 1792.
Hautefontaine a été conçue selon le plan type du monastère cistercien réduit à l'essentiel : l'église cruciforme, dont le chœur est tourné vers le soleil levant, le quadrilatère des galeries du cloître qui s'y appuie, au sud. Sur les trois autres côtés du cloître s'ouvrent les bâtiments nécessaires à la vie du moine : dortoir, salle de réunion, réfectoire.
Le moine est soumis à ses supérieurs : il y en a trois, l'abbé, le prieur et le sous-prieur. Le moine cistercien consacre 6 heures à 6 heures 30 aux offices liturgiques et 9 heures aux activités diverses : travail manuel, réunion de chapitre, classe de chant.
L'abbaye avait pour mission d’accueillir et d’offrir le gîte aux pauvres voyageurs et de servir de maison de santé à ses religieux convalescents.
Pillée pendant la guerre de Cent Ans, l'abbaye fut à nouveau brûlée en 1544 par les troupes de Charles Quint. Le premier abbé commendataire, Jean de Montluc (1547-1559), entreprit à partir de 1552 une campagne de travaux et fit ériger notamment un mur d'enceinte afin de prévenir toute nouvelle attaque.
À partir de 1670, l'abbé Le Roy reconstruisit le monastère autour de l'église du XIIe siècle. Le logis abbatial comportait de vastes salles, magnifiquement décorées de boiseries, des escaliers majestueux ornés de rampes en fer forgé. Il n'avait pas négligé l'aménagement du parc où il se promenait volontiers.
Elle fut vendue à la Révolution. À cette époque huit moines résidaient à Hautefontaine.
En 1792, les bâtiments furent vendus à M. Henri Lepage, maître de forges à Eurville au prix de 361 300 livres. Pour ce prix, il achetait : le monastère, deux fermes (la ferme de Beau-Soleil et la ferme de la Bouverie). L'abbaye eut par la suite d'autres propriétaires tels M. Williame maire d'Ambrières de 1837 à 1848 puis Raymond Onfroy de Bréville qui fut le premier à s'étonner que la surface des caves n'était pas en rapport avec celle des bâtiments, puis M. Roze et Mme Lemoine.
Dès 1840, l'église abbatiale était démolie. Le maître-autel du XVIIe siècle a été donné à l'église de Sainte-Livière, il rejoignait ainsi la seule cloche de Hautefontaine qui avait échappé aux réquisitions de la Révolution. C'est probablement à cette époque que l'horloge fut transférée à l'église d'Ambrières.

### Personnalités liées à la commune
- Alfred Loisy, théologien catholique, né en 1857 à Ambrières.

### Héraldique
| Armes d’Ambrières | Les armes de la commune se blasonnent ainsi : d'azur à la fasce d'or chargée d'une jumelle de gueules, accompagnée de trois étoiles aussi d'or rangées en chef et d'une fleur de lys du même en pointe |